# Shō Kosugi
Sho Kosugi (17 de junio de 1948, Minato, Tokio), cuyo nombre original es Shōichi Kosugi (小杉 正一 Kosugi Shōichi?), es un artista marcial, actor, cineasta y escritor japonés con amplia formación en Karate Shindō jinen-ryū, Kendo, Judo, Iaido, Kobudo, y Aikido. Un ex campeón de Karate, ganó popularidad como actor durante la década de 1980, a menudo interpretando a ninjas. Protagonizó una trilogía de películas de artes marciales de temática ninja producidas por Cannon Films, antes de obtener un papel protagónico en la serie de televisión en horario estelar The Master (1984).

## Vida y carrera
A la edad de 19 años, deprimido por no haber sido aceptado en la Universidad de Keiō, Kosugi dejó Japón para irse a probar suerte a los Estados Unidos. Se mudó a Los Ángeles, donde obtuvo una licenciatura en Economía en CSULA. Al mismo tiempo, mejoró constantemente sus habilidades en artes marciales mientras aprendía una amplia variedad de estilos, como Xing Yi Quan chino, Tae Kwon Do coreano y Karate japonés de los estilos Shitō y Shotokan.
Mientras estaba en la universidad, Kosugi inició junto con sus amigos un club de artes marciales, y posteriormente un dōjō de karate para poder ganar algún dinero. A la vez, empezó a participar en torneos de karate alrededor de los Estados Unidos, México y Canadá, ganando numerosos trofeos. Esto le atrajo popularidad y su dōjō prosperó. Ansioso por convertirse en actor, empezó a audicionar para varias películas pero fue rechazado constantemente por su fuerte acento japonés. Tras participar como extra en un par de películas, fue finalmente escogido para hacer el papel del ninja Hasegawa, el antagonista de la película norteamericana de ninjas Enter the Ninja. El boom de las películas de ninjas en los Estados Unidos que siguió le trajo papeles similares en varias de ellas.
Es padre de Kane Kosugi y Shane Kosugi, también actores y artistas marciales, y de Ayeesha Kosugi, exmiembro sénior del equipo de golf femenino de la Universidad de Las Vegas. Después de tomar un descanso de la película, fundó un grupo de taiko en California. En Japón, también dirigió un grupo de escuelas de actuación de artes marciales con orientación internacional conocido como el Instituto Sho Kosugi. Actualmente reside en Los Ángeles. Las películas en las que los hijos de Kosugi actúan junto a su padre incluyen Revenge of the Ninja, Pray for Death, Black Eagle y Journey of Honor. En 2009, Sho regresó a las películas interpretando al villano principal de Ozunu en el thriller de acción Ninja Assassin junto a la estrella del K-pop y actor Rain.
En noviembre de 2020 se edita el primer y único libro en español sobre Sho Kosugi, escrito por Iván E. Fernández Fojón y editado por Applehead Team Creacios, titulado Sho Kosugi: El Rey Ninja].[cita requerida]

## Filmografía
- Enter the Ninja (1981)
- Revenge of the Ninja (1983)
- The Master (El Maestro Ninja, 1984)
- Ninja III: The Domination (1984)
- Nine Deaths of the Ninja (1985)
- Pray For Death (1985)
- Master Class (1986)
- Rage of Honor (1987)
- Black Eagle (1988)
- Furia ciega (1989)
- Kabuto (1992)
- Ninja Assasin (2009)